# Anna Christina Nobre

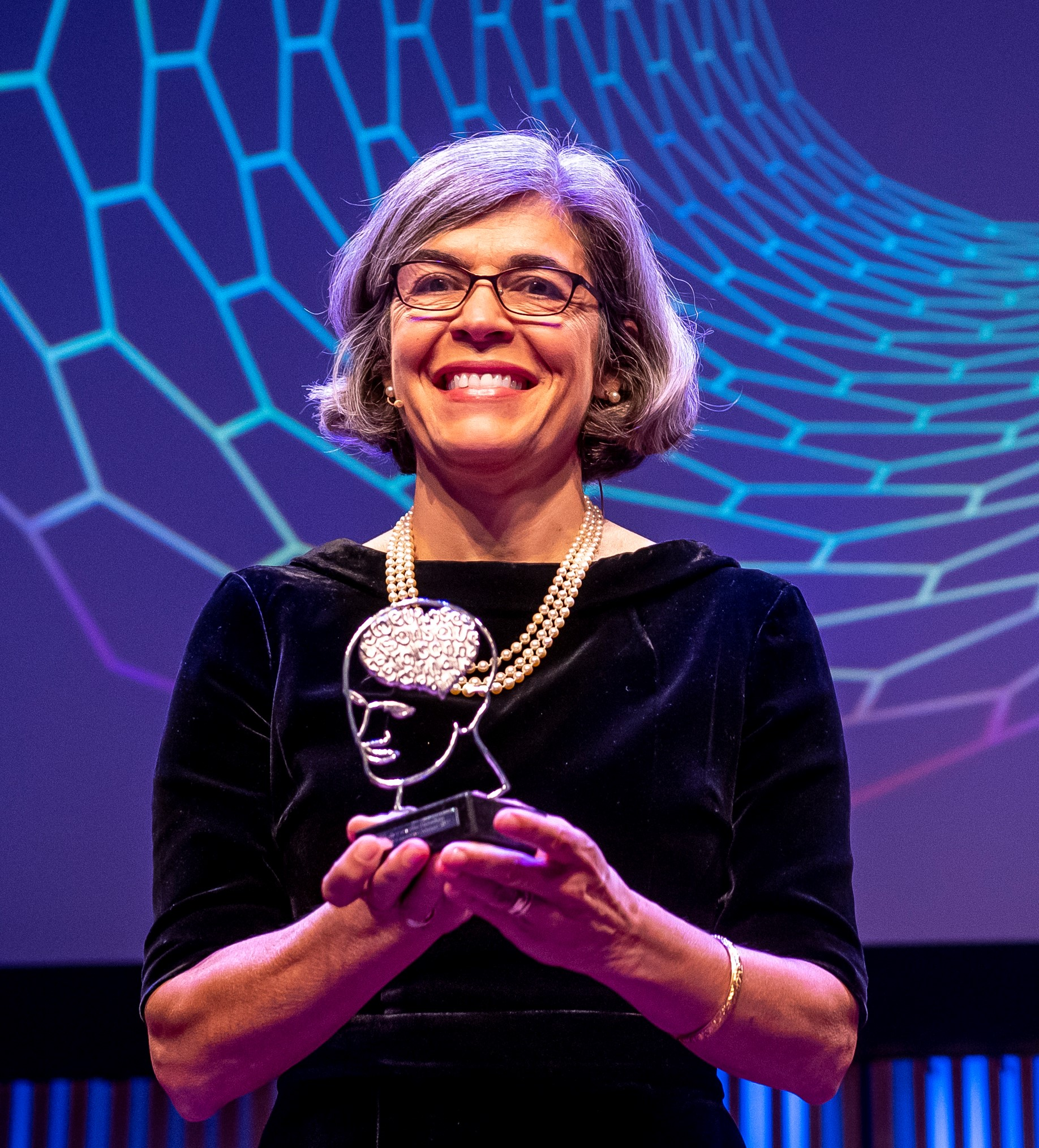
Anna Christina Nobre bei Empfang des Heineken-Preises für Kognitionswissenschaft im September 2022.

Anna Christina De Ozorio Nobre (auch: Kia Nobre; * 22. Februar 1963 in Rio de Janeiro) ist eine Neurowissenschaftlerin.
Sie war von 2014 bis 2023 Professorin für Kognitive Neurowissenschaften an der University of Oxford. Nobre hatte den Lehrstuhl für Translational Cognitive Neuroscience inne und war Head of Department of Experimental Psychology. Außerdem leitete sie das Brain & Cognition Lab an der University of Oxford.
Außerdem ist sie außerordentliche Professorin am Mesulam Center for Cognitive Neurology and Alzheimer's Disease an der Northwestern University Feinberg School of Medicine.
Zum Juli 2023 wechselte sie an die Yale University.

## Leben
1993 wurde sie an der Yale University promoviert. Nach PostDoc-Aufenthalten an der Harvard Medical School und der Northwestern University war sie seit 1996 an der Oxford University tätig.
Nobre ist mit dem Philosophen und Informationswissenschaftler Luciano Floridi verheiratet.

## Forschung
Die aktuelle Forschung in der Gruppe untersucht, wie das Gehirn Informationen aus dem sensorischen Strom und aus Erinnerungen auf verschiedenen Zeitskalen priorisiert und auswählt, um psychologische Erfahrungen zu bilden und das Verhalten zu steuern. Neben der Aufdeckung der grundlegenden Mechanismen dieser groß angelegten proaktiven und dynamischen Regulationsmechanismen untersuchen sie, wie sich die Mechanismen im Laufe des Lebens entwickeln und wie sie bei psychiatrischen und neurodegenerativen Erkrankungen gestört werden. Die Forschung kombiniert verschiedene Verhaltensmethoden (Psychophysik, Eyetracking, virtuelle Realität) mit innovativen und komplementären nicht-invasiven Techniken zur Abbildung und Stimulation des menschlichen Gehirns (Magneto- und Elektroenzephalographie, funktionelle Magnetresonanztomographie und Hirnstimulation).
Meilensteine von Nobre und ihrer Gruppe waren: die Entdeckung von Hirnarealen, die auf Worterkennung (1994) und Gesichtsverarbeitung (1994) im menschlichen Gehirn spezialisiert sind unter Verwendung von intrakraniellen Aufzeichnungen. Beschreibung der funktionellen Neuroanatomie des Netzwerks zur Steuerung der räumlichen Aufmerksamkeit im menschlichen Gehirn und Feststellung seiner Beziehung zur okulomotorischen Kontrolle (1997). Pionierarbeit in der neurowissenschaftlichen Untersuchung zeitlicher Erwartungen (zeitliche Orientierung) (1998). Demonstration der Fähigkeit zur Orientierung der selektiven Aufmerksamkeit im Arbeitsgedächtnis (2003). Entwicklung neuer experimenteller Ansätze zur Untersuchung, wie Langzeiterinnerungen die selektive Aufmerksamkeit lenken (2006) und Einführung neuer somatischer Aufmerksamkeitsmarker im Gedächtnis (2019).

## Auszeichnungen
- Broadbent Prize der European Society for Cognitive Psychology (2019)
- C.L. de Carvalho-Heineken-Preis für Kognitionswissenschaft (2022)
- Fred Kavli Distinguished Career Contributions Award (2024)
- Mitglied der National Academy of Sciences (2020)
- Mitglied der British Academy
- Mitglied der American Academy of Arts and Sciences (2024)

## Schriften
- T. Allison, H. Ginter, G. McCarthy, A. C. Nobre, A. Puce, M. Luby, D. D. Spencer: Face recognition in human extrastriate cortex. In: J Neurophysiol. Band 71, Nr. 2, Feb 1994, S. 821–825. doi:10.1152/jn.1994.71.2.821.
- A. C. Nobre, J. T. Coull, V. Walsh, Frith CD: Brain activations during visual search: contributions of search efficiency versus feature binding. In: Neuroimage. Band 18, Nr. 1, Jan 2003, S. 91–103. doi:10.1006/nimg.2002.1329.
- I. C. Griffin, A. C. Nobre: Orienting attention to locations in internal representations. In: J Cogn Neurosci. Band 15, Nr. 8, 15. Nov 2003, S. 1176–1194. doi:10.1162/089892903322598139.
- J. J. Summerfield, J. Lepsien, D. R. Gitelman, M. M. Mesulam, A. C. Nobre: Orienting attention based on long-term memory experience. In: Neuron. Band 49, Nr. 6, 16. Mar 2006, S. 905–916. doi:10.1016/j.neuron.2006.01.021.
- Anna Christina Nobre, Sabine Kastner (Hrsg.): The Oxford Handbook of Attention. Oxford Academic, 2014, doi:10.1093/oxfordhb/9780199675111.001.0001 (englisch, Online Edition).
- A. Nobre, F. van Ede: Anticipated moments: temporal structure in attention. In: Nat Rev Neurosci. Band 19, 2018, S. 34–48. doi:10.1038/nrn.2017.141.
- F. van Ede, A. J. Quinn, M. W. Woolrich, A. C. Nobre: Neural Oscillations: Sustained Rhythms or Transient Burst-Events? In: Trends Neurosci. Band 41, Nr. 7, Jul 2018, S. 415–417. doi:10.1016/j.tins.2018.04.004.
- F. van Ede, S. R. Chekroud, A. C. Nobre: Human gaze tracks attentional focusing in memorized visual space. In: Nat Hum Behav. Band 3, 2019, S. 462–470. doi:10.1038/s41562-019-0549-y.
- A. C. Nobre, F. van Ede: Under the Mind's Hood: What We Have Learned by Watching the Brain at Work. In: J Neurosci. Band 40, Nr. 1, 2. Jan 2020, S. 89–100. doi:10.1523/JNEUROSCI.0742-19.2019.
- F. van Ede, A. C. Nobre: Toward a neurobiology of internal selective attention. In: Trends Neurosci. Band 44, Nr. 7, Jul 2021, S. 513–515. doi:10.1016/j.tins.2021.04.010.
- Anna C. Nobre, Freek van Ede: Attention in flux. In: Neuron. Volume 111, Issue 7, 2023, S. 971–986, doi:10.1016/j.neuron.2023.02.032.
- F. van Ede, A. C. Nobre: Turning Attention Inside Out: How Working Memory Serves Behavior. In: Annu Rev Psychol. Band 74, 18. Jan 2023, S. 137–165. doi:10.1146/annurev-psych-021422-041757.
- B. Liu, A. C. Nobre, F. van Ede: Microsaccades transiently lateralise EEG alpha activity. In: Prog Neurobiol. Band 224, May 2023, S. 102433. doi:10.1016/j.pneurobio.2023.102433.
- Nobre AC, Gresch D: How the brain shifts between external and internal attention. Neuron. 2025 Aug 6;113(15):2382-2398. doi:10.1016/j.neuron.2025.06.013.